# Губашево
46°01′ пн. ш. 15°52′ сх. д. / 46.02° пн. ш. 15.86° сх. д.
Губашево (хорв. Gubaševo) — населений пункт у Хорватії, у Крапинсько-Загорській жупанії у складі міста Забок.

## Населення
Населення за даними перепису 2011 року становило 262 осіб.
Динаміка чисельності населення поселення:

## Клімат
Середня річна температура становить 10,19 °C, середня максимальна – 24,50 °C, а середня мінімальна – -6,54 °C. Середня річна кількість опадів – 961 мм.
| Клімат поселення                              | Клімат поселення | Клімат поселення | Клімат поселення | Клімат поселення | Клімат поселення | Клімат поселення | Клімат поселення | Клімат поселення | Клімат поселення | Клімат поселення | Клімат поселення | Клімат поселення | Клімат поселення |
| Показник                                      | Січ.             | Лют.             | Бер.             | Квіт.            | Трав.            | Черв.            | Лип.             | Серп.            | Вер.             | Жовт.            | Лист.            | Груд.            |                  |
| Середній максимум, °C                         | 5,88             | 7,99             | 12,34            | 16,78            | 21,49            | 24,50            | 23,70            | 23,12            | 19,17            | 14,08            | 8,35             | 4,34             |                  |
| Середня температура, °C                       | −0,31            | 1,78             | 6,13             | 10,56            | 15,28            | 18,29            | 20,00            | 19,42            | 15,48            | 10,38            | 4,65             | 0,65             |                  |
| Середній мінімум, °C                          | −6,54            | −4,43            | −0,1             | 4,35             | 9,07             | 12,09            | 16,31            | 15,74            | 11,80            | 6,70             | 0,95             | −3,04            |                  |
| Норма опадів, мм                              | 50               | 50               | 64               | 68               | 81               | 110              | 91               | 94               | 97               | 94               | 94               | 68               |                  |
| Середньомісячна швидкість вітру, м/с          | 1.64             | 1.82             | 2.22             | 2.19             | 2.01             | 1.84             | 1.80             | 1.60             | 1.60             | 1.60             | 1.70             | 1.70             |                  |
| Середньомісячна сонячна радіація, кДж/м²·день | 4070             | 6815             | 10466            | 14859            | 18991            | 20729            | 21490            | 18744            | 13820            | 8595             | 4490             | 3238             |                  |
| --------------------------------------------- | ---------------- | ---------------- | ---------------- | ---------------- | ---------------- | ---------------- | ---------------- | ---------------- | ---------------- | ---------------- | ---------------- | ---------------- | ---------------- |
| Джерело:                                      |                  |                  |                  |                  |                  |                  |                  |                  |                  |                  |                  |                  |                  |